# Jakub Bułka
Jakub Bułka (ur. 1 czerwca 1983) – polski judoka.
Były zawodnik klubów: KS Judo Czechowice-Dziedzice (1997-2002), TS Gwardia Opole (2002-2007). Czterokrotny medalista mistrzostw Polski seniorów: srebrny (2004 w kat. do 66 kg) oraz trzykrotny brązowy (2002 i 2003 w kat. do 66 kg oraz 2007 w kat. do 73 kg).